# Miková
Miková (węg. Mikova, Miko) – wieś (obec) na Słowacji położona w kraju preszowskim, w powiecie Stropkov.

## Położenie
Wieś leży na południowych stokach Beskidu Niskiego, w grupie górskiej, którą słowaccy kartografowie nazywają Laborecká vrchovina. Tereny wsi leżą na wysokości od 350 do 683 m n.p.m. (szczyt Brúsy w paśmie Kamenná na wsch. od miejscowości).

## Historia
Pierwsze wzmianki o miejscowości pochodzą z roku 1390. Do XVIII w. należała do feudalnego „państwa” Stropkov. Później jej właścicielami była rodzina Keglevích. W 1715 r. we wsi znajdowało się 14 zamieszkanych i 11 opuszczonych domostw. W 1787 r. było tu już 56 chałup z 429 mieszkańcami. Zajmowali się oni paleniem węgla drzewnego, hodowlą i rolnictwem. Uprawiano owies, len, kapustę, później również ziemniaki.
W 1913 r. na terenie wsi zaczęto wydobywać ropę naftową. Pierwsze dwa odwierty o nazwach Alexander Šandor i Magdaléna należały do spółki Priemyselna obchodna spoločnosť z siedzibą w miejscowości Strážske. Później eksploatowała je francuska spółka Société pétrole de Miková. W 1930 r. ropę wydobywano już z 8 odwiertów. Ogólnie na terenie wsi wykonano 17 odwiertów o głębokości od 50 do 250 m. Z najobfitszego odwiertu Matej w latach 1941–1943 wydobyto 12,9 tys. ton ropy, w całości przejętej przez gospodarkę III Rzeszy. W latach 1924–1950 w Mikovej wydobyto łącznie 226,6 tys. ton ropy, która była rafinowana w niewielkiej miejscowej rafinerii. W 1951 r. kopalnie i rafinerię zlikwidowano. Dwa lata później podjęto jeszcze próby wznowienia wydobycia, jednak ze względu na niewielką wydajność złoża prac tych nie kontynuowano.
Z Mikovej pochodzą rodzice Andy’ego Warhola, amerykańskiego artysty plastyka, czołowego przedstawiciela sztuki pop-artu.

## Demografia
Według danych z dnia 31 grudnia 2012, wieś zamieszkiwało 152 osoby, w tym 82 kobiety i 70 mężczyzn.
W 2001 roku rozkład populacji względem narodowości i przynależności etnicznej wyglądał następująco:
- Słowacy – 30,06%
- Czesi – 0,58%
- Romowie – 27,75%
- Rusini – 38,15%
- Ukraińcy – 2,31%

Ze względu na wyznawaną religię struktura mieszkańców kształtowała się w 2001 roku następująco:
- Katolicy rzymscy – 2,31%
- Grekokatolicy – 49,13%
- Prawosławni – 38,73%
- Nie podano – 1,16%

## Zabytki
Kościół greckokatolicki z 1742 r.